# Charybdis-Eisfälle
Die Charybdis-Eisfälle sind ein stark zerklüfteter Gletscherbruch im ostantarktischen Viktorialand. Er liegt im unteren Abschnitt des Harlin-Gletschers, wo jener zum Rennick-Gletscher abfällt. Der Gletscherbruch wird in Teilen vom Lovejoy-Gletscher gespeist, der parallel zur Nordflanke des Harlin-Gletschers fließt.
Der United States Geological Survey kartierte ihn zwischen 1962 und 1963. Teilnehmer der New Zealand Geological Survey Antarctic Expedition wiederholten dies von 1963 bis 1964. Letztere benannten ihn nach Charybdis, einem Meeresungeheuer aus der griechischen Mythologie.